# Шестостен
 Тази статия е за многостена по броя на стени.  За платоновото тяло вижте Куб.  
Шестостенът (хексаедър) е многостен с шест стени. Кубът е правилен шестостен.
| Шестостени с четириъгълни стени 46 стени, 12 ръба, 8 върха               | Шестостени с четириъгълни стени 46 стени, 12 ръба, 8 върха                                                                                    | Шестостени с четириъгълни стени 46 стени, 12 ръба, 8 върха             | Шестостени с четириъгълни стени 46 стени, 12 ръба, 8 върха             | Шестостени с четириъгълни стени 46 стени, 12 ръба, 8 върха | Шестостени с четириъгълни стени 46 стени, 12 ръба, 8 върха |
| ------------------------------------------------------------------------ | --- | ---------------------------------------------------------------------- | ---------------------------------------------------------------------- | ---------------------------------------------------------- | ---------------------------------------------------------- |
| Паралелепипед (три страни успоредници)                                   | Ромбоедър (три страни ромбове) | Триъгълен трапецоедър (еднакви ромбове) Дуалност: триъгълна антипризма | Кубоид (три страни правоъгълници) Дуалност: правоъгълно вретено        | Куб (квадрати) Дуалност: октаедър                          | Квадратен фрустум (пресечена квадратна пирамида)           |
| Други                                                                    | |                                                                        |                                                                        |                                                            |                                                            |
| Триъгълна дипирамида 36 стени 9 ръба, 5 върха Дуалност: триъгълна призма | Четириъгълен противоклин Хирален – среща се под формата на „леворъко“ и „десноръко“ огледално изображение. 4.4.3.3.3.3 стени 10 ръба, 6 върха | 4.4.4.4.3.3 стени 11 ръба, 7 върха                                     | Петоъгълна пирамида 5.35 стени 10 ръба, 6 върха Дуалност: себедуалност | 5.4.4.3.3.3 стени 11 ръба, 7 върха                         | 5.5.4.4.3.3 стени 12 ръба, 8 върха                         |

Има още три шестостени, които са вдлъбнати.
| Вдлъбнати                   | Вдлъбнати                   | Вдлъбнати                   |
| --------------------------- | --------------------------- | --------------------------- |
| 4.4.3.3.3.3 Faces 10 E, 6 V | 5.5.3.3.3.3 Faces 11 E, 7 V | 6.6.3.3.3.3 Faces 12 E, 8 V |

Има още два шестостена. Единият, шестоъгълен маркучостен, е изроден правилен, а вторият, хемидодекаедър, – абстрактен правилен.
| Име                     | Картинка | Типове стени   | Върхове | Ръбове | Дуален многостен    |
| ----------------------- | -------- | -------------- | ------- | ------ | ------------------- |
| Шестоъгълен маркучостен |          | 6 двуъгълника  | 2       | 6      | Шестоъгълен двустен |
| Хемидодекаедър          |          | 6 петоъгълника | 10      | 15     | Хемиикосаедър       |